# Lennie James
Pour les articles homonymes, voir James.
Lennie James, né le 11 octobre 1965 à Nottingham en Angleterre, est un acteur et scénariste britannique.

## Biographie
Lennie James est diplômé de la Guildhall School of Music and Drama en 1998.
Il est apparu dans plus de 20 films, incluant Les Misérables (1998), Snatch (2000), 24 Hour Party People (2002), Sahara (2005), et Outlaw (2007). Il est présent dans le film de 2010, Tic, et aussi Colombiana et Lock Out ainsi que dans les séries The Walking Dead et Fear The Walking Dead où il incarne Morgan Jones.

## Filmographie

### comme acteur
Cinéma
- 1997 : The Perfect Blue : Danny
- 1998 : Perdus dans l'espace (Lost in Space) : Jeb Walker
- 1998 : Les Misérables : Enjolras
- 1998 : Les Géants (Among Giants) : Shovel
- 1999 : Elephant Juice : Graham
- 2000 : The Announcement : Richard
- 2000 : Il était une fois Jésus (The Miracle Maker) (voix)
- 2000 : Snatch (Snatch) : Sol
- 2001 : Lucky Break : Rudy 'Rud' Guscott / Hardy in Show
- 2001 : The Martins : Police Constable Alex
- 2002 : 24 Hour Party People : Alan Erasmus
- 2005 : Sahara : General Zateb Kazim
- 2007 : Outlaw : Cedric Munroe
- 2008 : Les Trois Prochains Jours (The Next Three Days) : Lieutenant Nabutsi
- 2011 : Colombiana : Agent Ross
- 2012 : Lock Out (Lockout) de James Mather et Stephen St. Leger : Harry Shaw
- 2014 : Get On Up de Tate Taylor : Joe James
- 2014 : Duels :  Bishop
- 2017 : Blade Runner 2049 de Denis Villeneuve : M. Cotton
- 2024 : The End de Joshua Oppenheimer

Télévision
- 1991 : The Orchid House (TV) : Baptiste
- 1992 : Civvies (TV) : Cliff Morgan
- 1993 : Comics (TV) : Delroy Smith
- 1994 : Never Mind (TV) : Argyle
- 1995 : Out of the Blue (série télévisée) : D.C. Bruce Hannaford
- 1998 : Undercover Heart (feuilleton TV) : Matt Lomas
- 1999 : Shockers: Deja Vu (TV) : Mark
- 2000 : Storm Damage (TV) : Bonaface
- 2003 : Buried -8 épisodes : Lee Kingley
- 2003 : Without You (TV) : James
- 2004 : Stealing Lives (TV) : Narrator
- 2004 : Frances Tuesday (TV) : Trent
- 2005 : Born with Two Mothers (TV) : Errol Bridges
- 2005 : ShakespeaRe-Told (mini-série de téléfilms) : Oberon (saison 1 épisode 4)
- 2006 : The Family Man (TV) : Paul
- 2006 : Jericho (série télévisée) : Robert Hawkins
- 2006 : Affaires d'États (télésuite) : Luke Gardner
- 2009 : Le Prisonnier (mini-série) : Numéro 147
- 2009 : Lie to Me (série télévisée) - Saison 2, épisode 5
- 2010 - 2018 : The Walking Dead (série télévisée) : Morgan Jones (invité saisons 1 et 3; récurrent saison 5; principal saison 6 à 8) (54 épisodes)
- 2010 : Hung (série TV) : Charlie
- 2010 - 2011 : Human Target : La Cible : Baptiste
- 2012 : Line of Duty (série britannique, saison 1) Tony Gates
- 2013 : Low Winter Sun (série télévisée, 2013) : Joe Geddes
- 2018-2023 : Fear The Walking Dead : Morgan Jones

### comme scénariste
- 2000 : Storm Damage (TV)

## Distinctions

### Nominations
2013 : Destiny Lord Shaxx

## Voix francophones
En version française, Lennie James est notamment doublé par Jean-Paul Pitolin entre 2000 et 2012 dans Snatch : Tu braques ou tu raques, Three Rivers, Jericho, Le Prisonnier, Lie to Me et Line of Duty. Durant cette période, il est doublé en 2005 par Emmanuel Gomès Dekset dans Sahara et par Antoine Tomé dans ShakespeaRe-Told.
Le doublant pour la première fois en 2010 dans The Walking Dead, Thierry Desroses devient sa voix régulière et le retrouve dans Low Winter Sun, Get on Up et Fear the Walking Dead.
En parallèle, Paul Borne le double à deux reprises dans  Colombiana et Lock Out, tandis qu'il est doublé à titre exceptionnel par Daniel Lobé dans Les Trois Prochains Jours, Frantz Confiac  dans Hung, Emmanuel Jacomy dans Human Target : La Cible et Mohad Sanou dans Blade Runner 2049.